# Станіслава Лещинська
Станіслава Лещинська (пол. Stanisława Leszczyńska; 8 травня 1896, Лодзь — 11 березня 1974, Лодзь) — польська акушерка в концентраційному таборі Освенцім, яка прийняла пологи понад 3000 дітей.

## Біографія
Станіслава Замбжицька (пол. Stanisława Zambrzycka) народилася в 1896 році в місті Лодзь. Вона була дочкою Яна та Генріка Замбжицьких. Батько працював у столярній справі, а мати працювала на текстильній фабриці "IK Poznań". У 1908 році Станіслава поїхала з родиною до Ріо-де-Жанейро, де проживав її близький родич по матері. Вона повернулася в країну в 1910 році, взявшись за перерване навчання в молодшій школі, яку закінчила в 1914 році. Під час Першої світової війни вона працювала в Комітеті допомоги бідним. 
У 1920 році вона переїхала до Варшави, де почала навчання в акушерській школі, закінчивши з відзнакою в 1922 році. Незадовго до початку Другої світової війни Лещинські мешкали в Балуті, на вул. Жураві 7. Коли в цій місцевості було створено єврейське гетто, вони переїхали на сусідню вулицю Спільна 3. 
У 1922 році Лещинська закінчила курси акушерок і почала працювати в одному з найбідніших районів Лодзі. У той час пологи в Польщі, як правило, приймалися дома, і Лещинській доводилося долати великі відстані пішки, щоб допомогти породіллям. Пізніше її діти згадували, що вона часто працювала ночами, але ніколи не спала вдень.
18 лютого 1943 року Ліщинська була заарештована разом зі своїми дітьми за те, що допомагала євреям діставати їжу і фальшиві документи.  Її сини були відправлені в концтабір Маутгаузен для роботи на каменоломнях. Станіславу і її дочку Сільвію відправили в Освенцім, куди вони прибули 17 квітня 1943 року. Протягом наступних двох років Ліщинська-старша працювала акушеркою в Освенцимі, пропрацювавши в трьох різних бараках. Серед величезної кількості жінок, що потрапили в табір, було багато вагітних, але умови для їх утримання були вкрай жорстокими. Усередині барака стояли триярусні ліжка, на кожній з яких повинно було розміститися три-чотири жінки. Посередині барака стояла 40-метрова піч, але її топили лише кілька разів на рік. Іноді бараки, розташовані в низині, затоплювало, та глибина води на підлозі могла доходити до 5-8 сантиметрів. При повній відсутності антисептичних засобів і перев'язувальних матеріалів, в катастрофічно антисанітарних умовах (в таборі постійно лютували дизентерія, тиф і педикульоз) і без кваліфікованої допомоги, позаяк табірні лікарі відмовлялися допомагати представникам іншої національності в силу своїх ідеологічних переконань, Лещинська самостійно приймала пологи в ув'язнених. Пізніше до неї приєдналися ув'язнені-лікарі — Ірена Кінцева та Ірена Бялувна, причому остання врятувала Лещинську від смерті, коли та захворіла на черевний тиф.
За наказом головного лікаря табору Йозефа Менгеле до травня 1943 року всі новонароджені немовлята умертвлялись: їх топили в бочці табірні медсестри Клара (акушерка, засуджена за вбивство дитини) і Фанні (німецька повія), після чого викидали тіла з барака. Ліщинська відмовилася підкорятися наказу Менгеле. Коли Клара зажадала, щоб Лещинська записувала всіх дітей як мертвонароджених і сама від них позбавлялася, та знову відмовилася, за що була сильно побита. Надалі, дітей з «арійської» зовнішністю вбивці стали щадити й відправляли їх в місто Накло з метою денаціоналізації. Їх розміщували в притулках або всиновлювали німецькі сім'ї. Для того, щоб допомогти матерям знайти своїх дітей в майбутньому, Лещинська придумала робити дітям подобу татуювання, про яку охоронці не знали. Всього за час роботи Лещинської акушеркою в Освенцимі Клара і Фанні втопили близько 1500 дітей; кілька сотень дітей були відправлені в Накло; ще близько 1000 померли від голоду, холоду та антисанітарії.
У січні 1945 року Ліщинська з іншими ув'язненими табору була звільнена радянськими військами. Звільнившись, Лещинська продовжила працювати за фахом, прослуживши до 1957 року (разом — 35 років). Чоловік Станіслави був убитий в 1944 році, під час Варшавського повстання. Її діти вижили. Про діяльність Лещинської в Освенцімі стало відомо в 1957 році зі слів її сина. Сама Станіслава своїми спогадами про ув'язнення в Освенцимі публічно поділилася лише в 1965 році, пояснивши довге мовчання «стурбованістю тенденціями, що виникають в польському суспільстві».
Станіслава розповіла про свій досвід з табору у своїй книзі «Доповідь акушерки від Осьвенціма», яка була створена після виходу на пенсію у 1957 р. Перше видання її спогадів відбулося у «Медичному огляді» у 1965 році. Книга стала канвою театральної рапсодії Ораторське мистецтво Осьвенціма під музику Анни Герман та Єжи Максимюка (прем’єра 1970 року).
У 1970 році Лещинська зустрілася з колишніми в'язнями Освенцима і їх дітьми, які народилися в таборі.
Лещинська померла 11 березня 1974 р. від раку, її похорон відбувся у Лодзі на кладовищі св. Роча на вулиці Згірської в Радогощі. У 1996 році її останки були передані до церкви Успіння Пресвятої Богородиці, де Лещинську в дитинстві хрестили.

## Родина
17 жовтня 1916 року вона вийшла заміж за Броніслава Лещинського (1888 р.н.), У шлюбі народилося троє синів і дочка. Дочка Сильвія та сини: Броніслав, Станіслав та Генрік. 
Лещинська Станіслава є прабабусею Ганни Левандовської. 

## Пам'ять
На честь Станіслави Лещинської названі: головна вулиця в Освенцімі, вулиця в Лодзі, кілька лікарень, шкіл і благодійних організацій в Європі. Станіслава — кандидат на канонізацію в польській католицькій церкві.
Ім’ям Станіслави Лещинської названа Краківська школа акушерів у 1983 року. Її образ також появився на «Чаші життя і зміни нації», зробленій медсестрами в монастирі Ясної Гури, як обітниця на шістсоту річницю присутності чудотворного образу Божої Матері під час церемонії 3 травня 1982 року. 